# Transasiatiska järnvägen
Transasiatiska järnvägen är ett projekt ämnat att främja godstransport på järnväg mellan Asien och Europa. Det är FN:s organ för Asiens ekonomi som drivit detta projekt sedan 1950-talet.
Man tänker sig tre förbindelser:
- Norra korridoren:
  - Europa - Sydkorea (fartygsförbindelse från Ryssland till Sydkorea idag eftersom Nordkorea har stängda gränser)
  - Europa - Japan (fartygsförbindelse från Ryssland till Japan)
  - Europa - Kina via Ryssland och Mongoliet eller Kazakstan.

I huvudsak används Transsibiriska järnvägen. Denna förbindelse fungerar och ökar, och fraktade kring en miljon ton, mest 30-40 tusen containrar 2005. Avståndet Berlin-Vladivostok är 11.100 km. Det finns flaskhalsar, bl.a. vissa enkelspårssträckor, särskilt förbindelsen till Kina. Förbindelsen via Kazakstan är outvecklad än så länge. Det finns också spårviddsbyten, mellan Vitryssland och Polen, och mellan Mongoliet och Kina, där omlastning måste ske. Transporten till och från Sydkorea kräver omlastning både till och från fartyg. Man hoppas på transport genom Nordkorea inom ett fåtal år.
Ryska planer anger en ökning till 100 000 containrar totalt inom fåtal år. Detta är ändå en liten andel av alla containrar som fraktas på sträckan. Bara från Japan till Europa går det 360 000 containrar per år, mest med fartyg hela vägen.
Det finns planer på en förbindelse med containerfartyg från USA, Kanada eller Storbritannien till Narvik och sedan järnväg via Haparanda och Ryssland till Kina.
- Södra korridoren: mellan Europa och Thailand-Singapore eller Kina via Turkiet, Iran, Pakistan, Indien, Myanmar. Avståndet Istanbul-Singapore är 14.000 km. I juli 2009 länkades Iran och Pakistan och därmed indirekt Turkiet och Indien samman då sträckan Bam-Zahedan öppnades. Denna förbindelse används idag bara för kortare transporter, men det är ambitioner att köra långa transporter. Det finns österut åtskilliga luckor i spårnätet, stängda gränser, spårviddsbyten och andra problem. Där det finns fungerande järnväg är det ofta bergigt enkelspår. År 2011 öppnas en järnvägstunnel under Bosporen i Turkiet, det har inte funnits järnväg som korsat den förut. Sjövägen är ingen stor omväg så det är en svår konkurrent, till skillnad från Kina-Europa där sjövägen är en större omväg.

- Nord-sydliga korridoren: mellan Finland och Iran via Ryssland, och vidare med fartyg till Persiska vikens och Indiska oceanens länder. Det finns tre varianter, väster om Kaspiska havet, längs med via färja, och öster om. Det går mindre mängder gods i dag, knappast hela vägen.

Projektet gällde ursprungligen bara den södra förbindelsen och har länge gått långsamt på grund av politiska och andra problem. På den norra förbindelsen har transportvolymen tagit fart. Å andra sidan fungerade den redan på 1960-talet men då bara för Sovjetunionens och Kinas behov.